# Малі Угороди
Малі Угороди (рос. Малые Угороды) — присілок в Шимському районі Новгородської області Російської Федерації.
Населення становить 24 особи. Входить до складу муніципального утворення Медведське сільське поселення.

## Історія
Від 2004 року входить до складу муніципального утворення Медведське сільське поселення.

## Населення
| 2010 |
| ---- |
| 24   |